# Auditório Mirita Casimiro
O Auditório Mirita Casimiro, em honra à actriz do mesmo nome, é propriedade do Centro Cultural Distrital de Viseu e dispõe de uma sala com capacidade de 163 lugares mais 4 cadeira de rodas. Fica localizado na Rua Alexandre Lobo no centro da cidade de Viseu. 
Neste espaço a programação é diversificada com Teatro, Cinema e Música. As exposições de pintura, escultura  e outras acontecem na sua pequena galeria. Anualmente é aqui se realiza o festival de Teatro Jovem de Viseu. Apesar de ter nascido por mero acaso em Espinho, Mirita Casimiro e a sua família eram de Viseu, onde morou desde pequena. 